# Barranc dels Pardelases
El Barranc dels Pardelases és un corrent fluvial del Priorat, que neix al vessant est de la Punta de les Bassetes i desemboca al Riu de Siurana.